# Palacio del Antiguo Círculo Militar
El Palacio del Antiguo Círculo Militar, también conocido como Ex Círculo Militar o simplemente Antiguo Círculo Militar, es un edificio de estilo neoclásico ubicado en el Centro Histórico de Quito. Fue construido durante la primera mitad del siglo XX por el arquitecto ítalo-suizo Francisco Durini.

## Historia

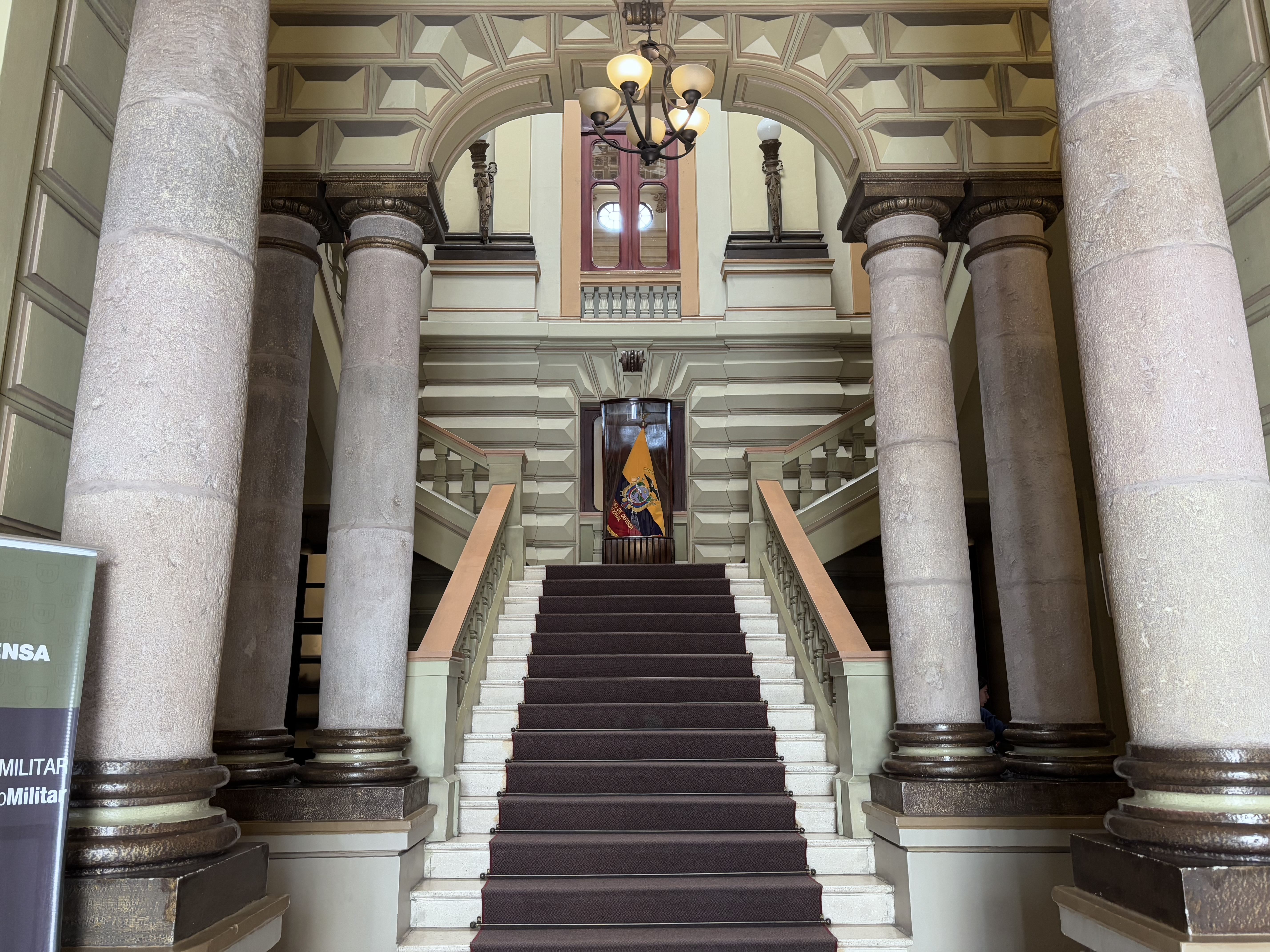
Vestíbulo.

En 1916, durante el gobierno de Alfredo Baquerizo Moreno (1916-1920), el Estado Mayor General gestionó la creación del Círculo Militar como un espacio para las ceremonias protocolarias y reuniones sociales de los miembros del ejército ecuatoriano. Con este fin, el presidente Baquerizo Moreno cedió el predio originalmente destinado para el Colegio Juan Montalvo.
Así, el 17 de diciembre de 1916 se funda de manera oficial el Círculo Militar como institución durante la Primera asamblea general de socios.
Más adelante, en una reunión observada el 3 de febrero de 1917, se decidió derribar la antigua casa del predio y erigir una nueva edificación específicamente para el Círculo Militar. Ese mismo año se contrató al arquitecto ítalo-suizo Francisco Durini y el ingeniero alemán Augusto Ridder
El edificio se inauguró en 1936 y ganó el Premio Ornato de la ciudad.

## Actualidad

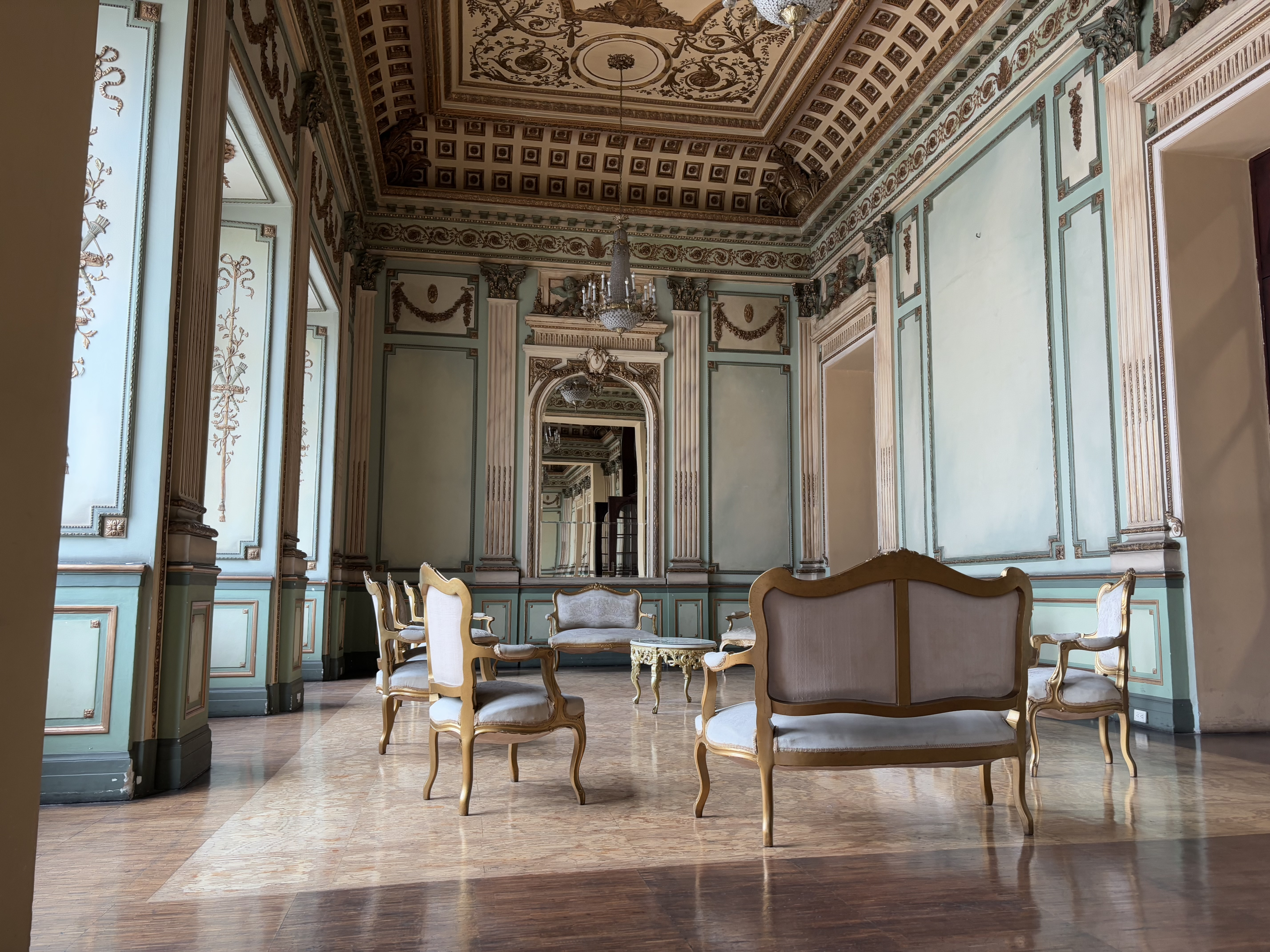
Salón de los espejos

En la actualidad, el edificio del Antiguo Círculo Militar alberga:
- La Biblioteca de la Defensa
- La Gerencia de los Museos de la Defensa
- La Academia Nacional de Historia Militar

Así mismo, está abierta al público y se la usa para eventos protocolarios, académicos y culturales.

## Biblioteca Dr. Galo Irigoyen
El 29 de enero de 2025 se inauguró la Biblioteca Dr Galo Irigoyen al interior del edificio. Esta biblioteca cuenta con más de 30.000 volúmenes